# Pupilloidea
Pupilloidea W. Turton, 1831 è una superfamiglia di molluschi gasteropodi dell'ordine Stylommatophora. È l'unica superfamiglia dell'infraordine Pupilloidei.

## Tassonomia
Comprende le seguenti famiglie:
- Achatinellidae Gulick, 1873
- Agardhiellidae Harl & Páll-Gergely, 2017
- Amastridae Pilsbry, 1910
- Argnidae Hudec, 1965
- Azecidae H. Watson, 1920
- Cerastidae Wenz, 1923
- Chondrinidae Steenberg, 1925
- Cochlicopidae Pilsbry, 1900 (1879)
- Draparnaudiidae Solem, 1962
- Enidae B. B. Woodward, 1903 (1880)
- Fauxulidae Harl & Páll-Gergely, 2017
- Gastrocoptidae Pilsbry, 1918
- Lauriidae Steenberg, 1925
- Odontocycladidae Hausdorf, 1996
- Orculidae Pilsbry, 1918
- Pagodulinidae Pilsbry, 1924
- Partulidae Pilsbry, 1900
- Pleurodiscidae Wenz, 1923
- Pupillidae W. Turton, 1831
- Pyramidulidae Kennard & B. B. Woodward, 1914
- Spelaeoconchidae A. J. Wagner, 1928
- Spelaeodiscidae Steenberg, 1925
- Strobilopsidae Wenz, 1915
- Truncatellinidae Steenberg, 1925
- Valloniidae Morse, 1864
- Vertiginidae Fitzinger, 1833